# Ґрете Бартрам
Марен Марґрет Томсен, відома як Марен Марґрет «Ґрете» Бартрам і «Тора» (23 лютого 1924, Орхус, Данія — січень 2017, Швеція) — данка, що донесла про 53 людей з Данського руху опору під час Другої світової війни, в результаті чого ранні комуністичні групи опору були ліквідовані, а багато їх членів відправлені в нацистські концтабори. Серед інших, Бартрам донесла на свого брата, чоловіка та близьких знайомих.
Після війни Бартрам було призначено смертну кару. Вирок було замінено на довічне ув'язнення в 1947 році. У 1956 р. вона була звільнена і переїхала до міста Галланд у Швеції, де жила під прізвищем свого чоловіка.

## Передумови
Ґрете Бартрам народилася в Орхусі і виросла в бідному господарстві, другою з восьми дітей; обоє її батьків були членами Комуністичної партії Данії (DKP), як і оточення сім'ї. Її батько, Нільс Пітер Крістофер Бартрам (народився в 1896 році), був родом з півдня Ютландії і брав участь у Першій світовій війні на німецькій стороні. Він отримав контузію під час війни і йому було важко працювати, але йому вдалося керувати невеликою майстернею з ремонту велосипедів в Мідтб'єні, Орхус.
Бартрам покинула школу в 13 років і почала працювати, поки не завагітніла в 16 років і 12 липня 1941 року вийшла заміж за свого колегу, молодого машиніста Фроде Томсена (народився 28 березня 1920 року). Шлюб тривав недовго, закінчившись влітку 1943 року, і їхнього сина взяла на виховання свекруха.

## Інформатор
Сім'я Бартрам, включаючи її старшого брата Крістіана Бартрама, була залучена до опору. У вересні 1942 року данська поліція виставила 1000 крон винагороди за інформацію щодо підпалу магазину у Фредеріціагаді в Орхусі. Через свого брата Грета Бартрам дізналася, хто був причетний, і вона передала інформацію в поліцію. Було заарештовано 5 людей, у тому числі її брата. Один втік, а решту засудили від 1 до 10 років ув'язнення.
У подальшому Бартрам брала участь у нелегальній діяльності з людьми зі свого оточення, причетними до руху опору. У березні — квітні 1944 р. її найняли в якості агента гестапо, а в червні Групу Самсінг та пов'язану з нею групу студентів університету заарештували та депортували до концтабору Ноєнгамме. Комуністичні групи опору в Орхусі та по всій центральній Ютландії були по суті нейтралізовані.
На той час довіра до Бартрам була ще високою, і в серпні 1944 року її відправили до Копенгагена як представника опору для встановлення контактів із новим керівництвом опору в Орхусі. Згодом опір став підозрювати її в зраді, і Бартрам домовилась про арешт і ув'язнення у в'язничному таборі Фреслев, щоб уникнути підозр. Це не допомогло, і опір кілька разів намагався її вбити, однак лише вдалося поранити. Її відправили до Німеччини на оздоровлення. У березні 1945 року вона була найнята гестапо в Коллінгу, де вона працювала до капітуляції німецьких військ у Данії. У день капітуляції, 5 травня, вона перебувала в штабі гестапо в Есб'єрзі, де була поранена, коли опір підірвав там бомби. Вона швидко оговталась і поїхала на велосипеді до Коллінга, щоб отримати допомогу, але гестапо вже евакуювалось. Потім Бартрам поїхала до Брейнінга, де її заарештували 10 травня.
Бартрам, за власним рахунком, отримувала 5700 данських крон на місяць, але свідок Гестапо стверджував, що вона отримувала 3/4 грошей, що виплачувались інформаторам, що становило 1200—1500 на місяць. 

## Суд
Під час судового розслідування було виявлено, що Ґрете Бартрам надала інформацію про приблизно 53 осіб. З них 15 було піддано тортурам, а 35 поранено в німецьких концтаборах, де вісім померли або вважалися зниклими.
Бартрам визнала свою вину за більшістю пунктів і була засуджений до смертної кари 29 жовтня 1946 р. Кримінальним судом Орхуса, згодом затвердженим Вестре Ландсрет 22 лютого 1947 року та Верховним судом Данії 4 вересня 1947 р.
Як і у випадку з Анною Лунд Лоренцен, єдиною данською жінкою, засудженою до смертної кари після 1945 року за воєнні злочини, 9 грудня 1947 року міністр юстиції Нільс Буш-Йенсен замінив смертний вирок на довічне ув'язнення. Буш-Йенсен зазначив, що на той час Бартрам була молодою, її виховували в «антирелігійному, комуністичному та матеріалістичному дусі» і що вона мала фінансові проблеми.
Бартрам була звільнена після десяти років у в'язниці 26 жовтня 1956 року, після чого вона переїхала до Швеції, де жила під прізвищем чоловіка. Вона стала громадянкою Швеції у 1960-х роках і померла у Вессіґебро у віці 92 років.